# Aszur-szallimanni
Aszur-szallimanni (akad. Aššur-šallimanni, tłum. „Aszurze, chroń mnie!”) – wysoki dostojnik, gubernator prowincji Arrapha za rządów asyryjskiego króla Tiglat-Pilesera III (744-727 p.n.e.); z asyryjskich list i kronik eponimów wiadomo, iż w 735 r. p.n.e. sprawował urząd limmu (eponima).